# 1692 en science
| Années de la science : 1689 - 1690 - 1691 - 1692 - 1693 - 1694 - 1695    |
| Décennies de la science : 1660 - 1670 - 1680 - 1690 - 1700 - 1710 - 1720 |

Cet article présente les faits marquants de l'année 1692 en science.

## Événements

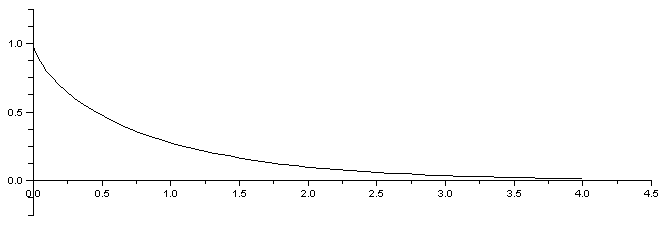
Tractrice pour x et y positifs, T parcourt Ox

- 29 octobre : la courbe appelée tractrice est pour la première fois étudiée par Christiaan Huygens, qui lui a donné son nom. Il publie ses résultats dans l'Histoire des Ouvrages des sçavans de février 1693[1].

## Publications
- John Arbuthnot : Of the laws of chance, une traduction et commentaire anonyme en anglais du petit opuscule de Christian Huygens sur les jeux de hasard et les probabilités, De ratiociniis in ludo aleae.

## Naissances
- 14 mars : Pieter van Musschenbroek (mort en 1761), physicien néerlandais.
- Mai : James Stirling († 1770), mathématicien écossais.
- 31 octobre : Anne Claude de Caylus (mort en 1765), archéologue, antiquaire, homme de lettres et graveur français.
- 7 novembre : Comte Giuseppe Zinanni († 1753), naturaliste italien.
- 28 novembre : Esprit Pezenas († 1776), jésuite, astronome, mathématicien, professeur d'hydrographie et directeur de l’Observatoire de Marseille.
- Vers 1692 : Minggatu (mort en 1763), mathématicien, astronome et topographe chinois.

## Décès

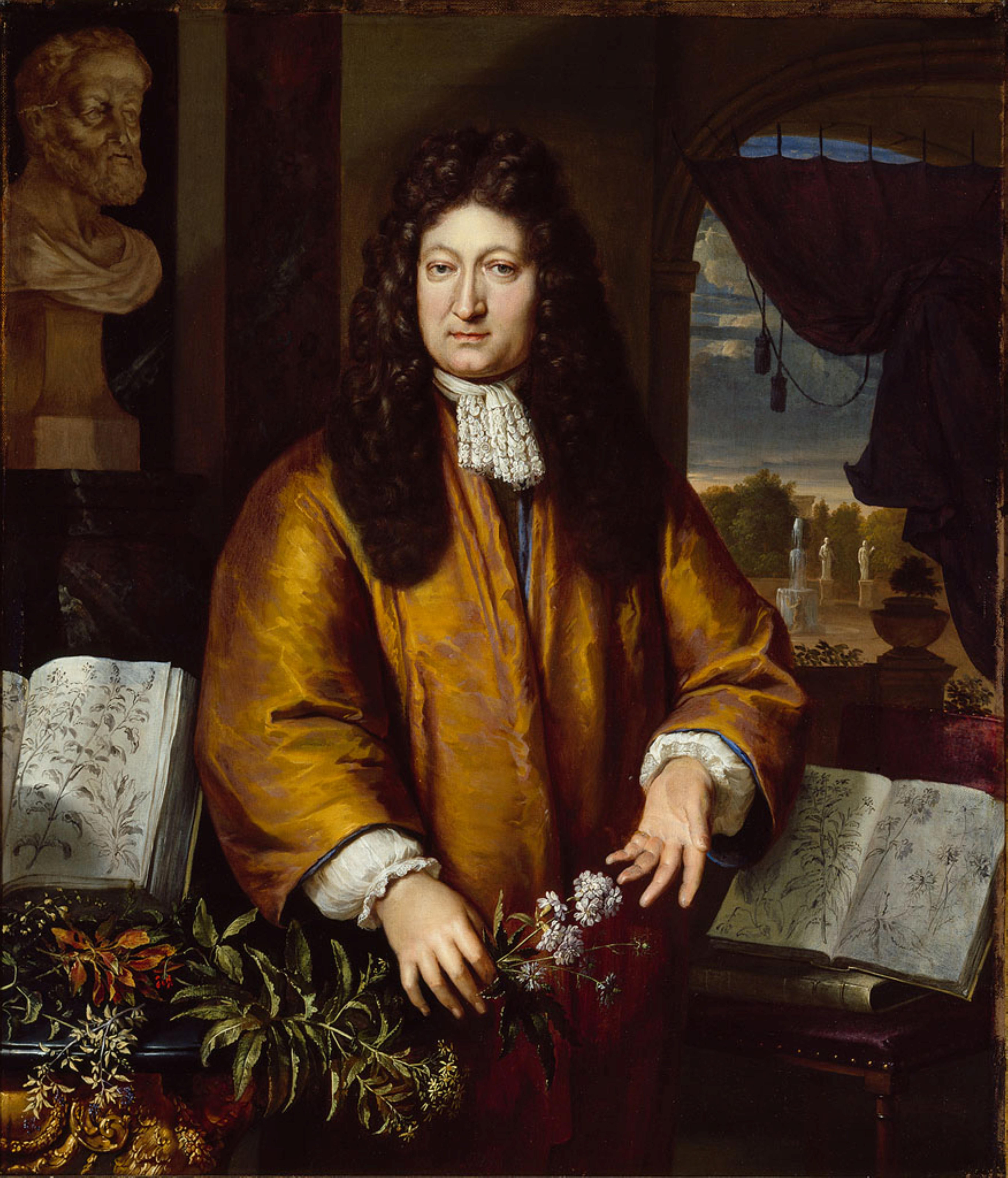
Jan Commelijn

- Mai : John Banister (né en 1650), botaniste, entomologiste et conchyliologiste britannique.
- 19 janvier : Jan Commelijn (né en 1629), botaniste hollandais.
- 12 février : Hendrik Hamel (né en 1630), explorateur néerlandais, premier Européen à écrire une description de la Corée, publiée en 1668.
- 29 octobre : Melchisédech Thévenot, (né vers 1620), écrivain, cartographe, diplomate et physicien français, inventeur du niveau à bulle (vers 1660 ou 1661).

- Hennig Brandt (né vers 1630), alchimiste allemand qui découvrit le phosphore vers 1669 (ou 1710).